# Alfred Sturm
Alfred Sturm (Saarbrücken, 23 agosto 1888 – Detmold, 8 marzo 1962) è stato un generale tedesco durante la seconda guerra mondiale.
Venne insignito della croce di cavaliere dell'Ordine della Croce di Ferro per la distinzione ottenuta durante la Battaglia di Creta.